# Próspero Morales
Próspero Morales (31 de desembre de 1856, Departament de San Marcos, Guatemala - 17 d'agost de 1898, Huehuetenango, Guatemala) fou un advocat i militar de Guatemala que serví als despatxos de ministre de foment, ministre de la guerra i ministre d'instrucció pública durant el govern del general José María Reina Barrios. Poc després d'iniciat el govern de Reina Barrios, contragué matrimoni amb la reconeguda pedagoga Natalia Górriz. Renuncià als seus despatxos ministerials el 5 de març de 1897 per participar com a candidat presidencial a les eleccions presidencials programades per a aquell any. Tanmateix, el setembre de 1897, després del fracàs de l'Exposició Centreamericana i la severa crisi econòmica en què caigué Guatemala per la caiguda internacional dels preus del cafè i de la plata, el general Reina Barrios ajornà les eleccions i intentà estendre el seu mandat fins al 1902. Morales, llavors, s'uní als membres de la Revolució quetzalteca, qui intentaren rebel·lar-se contra el govern, però foren repel·lits el 14 de setembre. Després de l'assassinat de Reina Barrios el febrer de 1898, intentà una invasió contra el seu successor, Manuel Estrada Cabrera, però fou repel·lit per les forces de l'expresident Manuel Lisandro Barillas.
El municipi de Morales al departament d'Izabal fou nomenat així en honor seu.

## Biografia
Estudià a l'Institut Nacional Central per a Homes i a la Facultat de Ciències Jurídiques i Socials de la Universitat de San Carlos de Guatemala, on es graduà com advocat el 1880. Immediatament després tornà a San Marcos, on es dedicà a conrear cafè, atès que el seu pare havia col·laborat amb la Reforma Liberal i havia obtingut una finca cafetera com a premi.
Durant el govern del general Justo Rufino Barrios, fou professor d'ensenyament secundari i diputat diverses vegades. Després serví al jutjat de primera instància d'Amatitlán, i finalment passà a la sotsecretaria de la guerra, on estigué fins al 1884, quan fou escollit com fiscal per a la sala primera d'apel·lacions.
Quan el general José María Reina Barrios fou escollit president el 1892, Morales fou designat com ministre de la guerra i ministre de foment, obtenint el grau de coronel de l'exèrcit. També influí en el president Reina Barrios perquè nomenés com ministre de governació Manuel Estrada Cabrera. El 1894 contragué matrimoni amb la professora Natalia Górriz, qui ja havia estat professora de l'Institut Belén, fundadora i directora de l'Escola Normal de Senyoretes i inspectora general d'instrucció primària a la Ciutat de Guatemala.

### Crisi del govern de Reina Barrios i mort de Morales
El gener de 1897 s'iniciaren les revoltes contra el govern de Reina Barrios. Després d'un lleuger combat, invasors que intentaren derrocar el president foren derrotats i els seus líders, Tadeo Trabanino, Braulio Martínez, Juan Vargas i Anselmo Fajardo, empresonats, jutjats i afusellats el mateix dia. Durant aquells dies, començaren a aparèixer articles d'opinió en què es titllava el règim de Barrios de tirànic, adduint que no s'havia permès que es desenvolupessin els partits polítics que estaven garantits per la llei. A més, hi hagué articles que dubtaven de la capacitat del govern per treure endavant l'Exposició Centreamericana i les eleccions presidencials alhora; les eleccions eren tema important en aquell moment, perquè ja s'havia reportat que hi havia una moció per reformar la constitució amb la intenció d'eliminar la prohibició de la reelecció, però que no havia procedit el 1896 perquè no es reuniren els deu parlamentaris requerits per iniciar el tràmit. Tanmateix, el febrer de 1897 ja s'havia reunit aquest nombre de legisladors.
El 5 de març de 1897 Morales renuncià per participar com a candidat presidencial a les eleccions presidencials programades aquell any. A finals de març es publicaren forts editorials contra el govern al periòdic opositor La República, indicant que no s'havia conclòs la línia del ferrocarril del nord i que per això es necessitaven gairebé dotze mil pesos i que si se suspenien aquells treballs, la despesa del manteniment del que ja estava construït costaria prop de quatre milions i mig de pesos. Els editors de La República acusaren el govern de malbaratar l'erari, atès que tractà de fer-ho tot alhora: a més del ferrocarril del nord s'havien construït bulevards, parcs, places, edificis sumptuosos, a més de gastar tres milions de pesos en l'Exposició Centreamericana.
El 6 de maig d'aquell any, Reina Barrios nomenà Morales com Cap Polític del Departament de San Marcos; però ja en aquell mes era més gran el rebuig a la mesura de la reelecció del president, la qual es qualificà d'atemptat contra la Constitució i es rebutjà emetre publicacions en què s'afavorís aquesta reelecció. Per decret del 24 d'abril de 1897, l'Assemblea Nacional Legislativa havia prorrogat les seves sessions el temps que calgués. Quatre dies més tard, i uns pocs abans de ser dissolta pel president, per decret número 360 del 28 d'abril, nomenava primer i segon designats a la presidència, respectivament, a Manuel Estrada Cabrera i al general Manuel Soto.
El 31 de maig de 1897 fou dissolta l'Assemblea Legislativa i a l'agost la situació era insostenible. Próspero Morales, essent governador de San Marcos, s'uní a les revolucions que es desencadenaren contra el president, específicament a la Revolució quetzalteca.
Durant les tres setmanes que durà aquesta revolució, la premsa tingué prohibit publicar qualsevulla notícia sobre l'alçament i tots els telègrafs foren intervinguts. Hi ha diverses versions del que ocorregué amb Morales: un estudi de la Universitat Francisco Marroquín el 2008 indica que després del fracàs de la invasió, els seguidors de Morales es dividiren; un grup decidí retirar-se a Mèxic i d'altres es quedaren amb el líder opositor, qui es rendí el 14 d'agost; arribà viu fins al poble de San Sebastián, on morí, el 17 d'aquell mes. D'altra banda, l'historiador Rafael Arévalo Martínez, a la seva obra ¡Ecce Pericles! (1945) indica que Morales fou fet presoner, i finalment morí a presó tres setmanes després de l'inici de la invasió. Finalment, l'exiliat Felipe Pineda, al seu llibre Para la historia de Guatemala (1902), indica que Próspero Morales ja estava malalt quan envaí Guatemala, i va morir a causa de la malaltia.